# فرودگاه پانگسوما
 فرودگاه پانگسوما (به انگلیسی: Pangsuma Airport) (به زبان بومی: Bandar Udara Pangsuma) یک فرودگاه همگانی با کد یاتا PSU است که یک باند فرود آسفالت دارد و طول باند آن ۱۰۰۴ متر است. این فرودگاه در کشور اندونزی قرار دارد و در ارتفاع ۹۱ متری از سطح دریا واقع شده‌است.

## شرکت‌های هواپیمایی و مقصدهای پروازی
The following شرکت هواپیماییs offer scheduled passenger service:
| شرکت‌های هواپیمایی | مقصدهای پروازی |
| ----------------- | -------------- |
| گارودا ایندونزیا  | سوپادیو        |
| Kal Star Aviation | سوپادیو        |